# Wladimir Jewgenjewitsch Tschurow

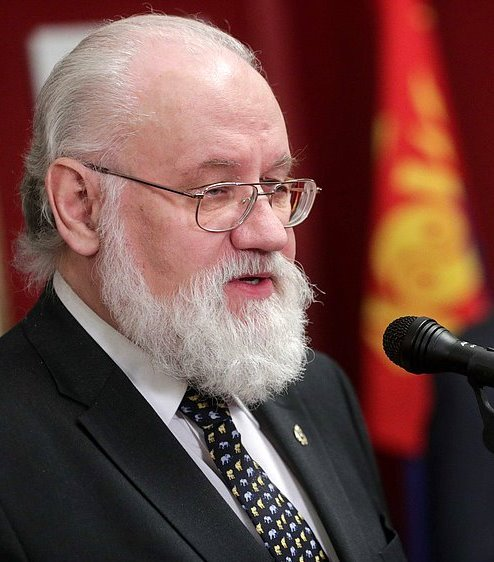
Wladimir Tschurow (2019)

Wladimir Jewgenjewitsch Tschurow (russisch Владимир Евгеньевич Чуров; * 17. März 1953 in Leningrad; † 22. März 2023 in Moskau) war ein russischer Politiker und vom 27. März 2007 bis 27. März 2016 Vorsitzender der Zentralen Wahlkommission der Russischen Föderation.

## Biographie
Wladimir Tschurow schloss 1973 ein Studium an der Journalistischen Fakultät und 1977 ein Studium an der Physischen Fakultät der Staatlichen Universität Leningrad ab. Von 1990 bis 1993 war er Abgeordneter des Petersburger Stadtrates. Danach nahm er eine Tätigkeit in der Stadtverwaltung auf. Er war hier zuletzt Leiter der Abteilung für internationale Beziehungen. In dieser Tätigkeit arbeitete er unter dem späteren Staatspräsidenten Wladimir Putin. Bei den Wahlen zur Staatsduma am 7. Dezember 2003 trat Tschurow auf der Liste der nationalistisch-populistischen Liberal-Demokratischen Partei Russlands an und erreichte ein Parlamentsmandat. In der Staatsduma war er in den folgenden Jahren stellvertretender Vorsitzender des Ausschusses für Angelegenheiten der Gemeinschaft Unabhängiger Staaten und die Beziehungen zu im Ausland lebenden Russen. Am 27. März 2007 wurde Wladimir Tschurow zum Vorsitzenden der Zentralen Wahlkommission der Russischen Föderation gewählt. Er ist Autor mehrerer Bücher zur Geschichte der Weißen Armee, die im Russischen Bürgerkrieg gegen die Rote Armee der Bolschewiki kämpfte.
Tschurow starb fünf Tage nach seinem 70. Geburtstag am 22. März 2023 an Komplikationen einer Operation nach einem Herzinfarkt.

## Kritik

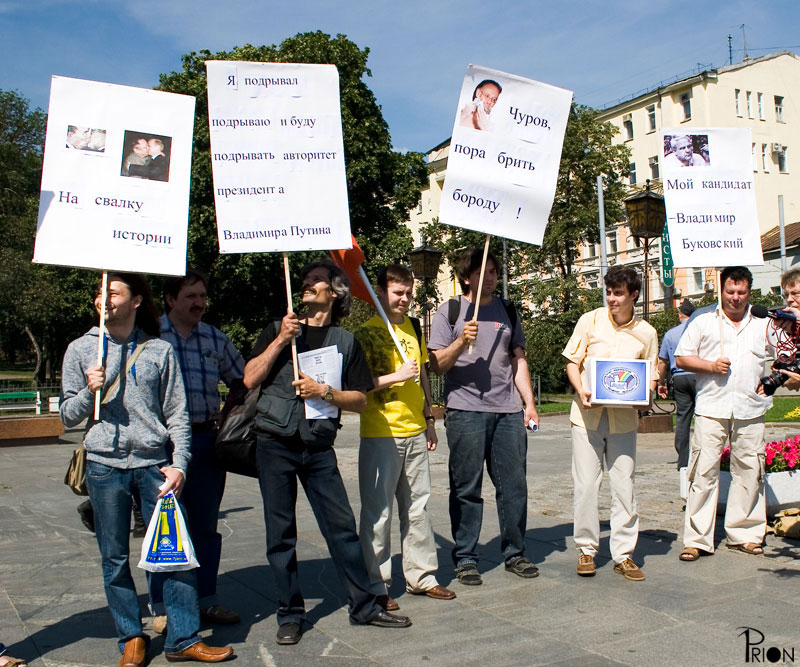
Demonstration gegen Tschurow am 12. August 2007

Kritiker werfen Tschurow vor, er sei wegen seiner früheren Zusammenarbeit mit Wladimir Putin in seiner Tätigkeit als Vorsitzender der Wahlkommission nicht unabhängig, und sehen sich durch den Verlauf der Wahlen unter seiner Ägide bestätigt. In einem Interview mit der Zeitung Kommersant erklärte er im April 2007, es sei für ihn „Gesetz“, dass Putin immer Recht habe. Für seine Wahl zum Vorsitzenden der Wahlkommission musste eigens eine Regel geändert werden, da bisher nicht vorgesehen war, dass Nicht-Juristen dieses Amt übernehmen können. Weiterhin machte Tschurow mit Äußerungen auf sich aufmerksam, in denen er die in westlichen Ländern üblichen Nachwahlbefragungen, bei denen Wähler nach ihrem Gang ins Wahllokal nach ihrer Wahlentscheidung gefragt und auf Grundlage der so erhobenen Daten eine Prognose erstellt wird, als unzuverlässig bezeichnete und behauptete, Mitarbeiter der Meinungsforschungsinstitute würden solche Befragungen manipulieren. Kritiker vermuten, dass durch die Diskreditierung und Verhinderung von Nachwahlbefragungen Situationen wie in der Ukraine bei den Präsidentschaftswahlen 2004, als Diskrepanzen zwischen den Ergebnissen unabhängiger Nachwahlbefragungen und offiziellen Wahlergebnissen die Bevölkerung in Aufruhr versetzt hatte, vermieden werden sollten. Zu Kritik am Verlauf der Wahlen sagte Tschurow selbst, er würde sich den Bart abschneiden, wenn es bei den Wahlen in Russland nicht ehrlich zugehen sollte. Demonstranten forderten ihn daraufhin auf, sein Versprechen einzulösen (siehe Bild).